# Trav'lin' Light
Albums de Queen Latifah
The Dana Owens Album
(2004) Persona
(2009)
Singles
1. Poetry Man
Sortie : 2006

Trav'lin' Light est le sixième album studio de Queen Latifah, sorti le 25 septembre 2007.
Tout comme le précédent album, The Dana Owens Album, cet opus contient des reprises de standards de jazz américains.
L'album s'est classé 1er au Top Jazz Albums, 6e au Top R&B/Hip-Hop Albums, 11e au Billboard 200 et 24e au Top Internet Albums.
En 2008, la chanson I'm Gonna Live Till I Die a remporté le Grammy Award du « meilleur arrangement instrumental pour un chanteur ». L'album, quant à lui, a été nommé dans la catégorie « meilleur album vocal pop traditionnel ».

## Liste des titres
| No  | Titre                                     | Durée |
| --- | ----------------------------------------- | ----- |
| 1.  | Poetry Man                                | 4:40  |
| 2.  | Georgia Rose (featuring Stevie Wonder)    | 3:43  |
| 3.  | Quiet Nights of Quiet Stars               | 3:54  |
| 4.  | Don't Cry Baby                            | 2:53  |
| 5.  | I Love Being Here with You                | 2:52  |
| 6.  | I'm Gonna Live Till I Die                 | 2:09  |
| 7.  | Trav'lin' Light                           | 4:05  |
| 8.  | I Want a Little Sugar in My Bowl          | 3:06  |
| 9.  | I'm Not in Love                           | 4:47  |
| 10. | What Love Has Joined Together             | 3:40  |
| 11. | How Long (Betcha Got a Chick on the Side) | 5:41  |
| 12. | Gone Away                                 | 5:50  |
| 13. | I Know Where I've Been                    | 4:13  |

| 14. | Every Woman Is a Queen | 1:53 |